# Kaymaklı, İpekyolu
Kaymaklı là một xã thuộc huyện İpekyolu, tỉnh Van, Thổ Nhĩ Kỳ. Dân số thời điểm năm 2011 là 717 người.